# 伴隨著你
《伴隨著你》（日语：君をのせて）為日本女歌手井上杏美個人生涯首張發表的單曲CD，並同為1986年上映吉卜力工作室製作的動畫電影《天空之城》片尾曲。由於此曲旋律簡單而優美並且深入民心，此曲亦成為《天空之城》的代表。

## 概要
歌曲內容為改編自久石讓所創作的《天空之城》印象專輯裡的曲目《希達與巴魯》，是當時《天空之城》動畫製作人高畑勳向久石讓的提議。
此作品雖為在1986年時上映的動畫片尾曲，但遲至後年（1988年）才發行單曲版本CD。
2002年歌手石井龍也以《天空之城》男主角巴魯的內心思緒為靈感寫了一篇歌詞，並將歌詞的內容套在《伴隨著你》的曲調中；以新歌名《相伴著你》的名義翻唱。

## 收錄歌曲
1. 伴隨著你
作詞：宮崎駿／作曲、編曲：久石讓／演唱：井上杏美
2. 伴隨著你
※杉並兒童合唱團合唱版
3. 伴隨著你
※卡拉OK演奏版，為2000年重新發售時加入的曲目。

## 引用
- 日本職業足球聯賽球隊湘南比馬的加油歌。
- 讀賣電視台節目《日本大國民》於2011年3月3日播放時採用的插入曲。